# 농수로
농수로(1986년 12월 22일 ~ )는 대한민국의 가수다. 2020년 KBS1 방송 '인간극장'으로 데뷔했다.

## 방송
- 생생 정보마당 (2020)
- 인간극장 (2020)
- 키스 넘버 나인 (2021) - 진행
- 한국기행 (2021)
- 전국노래자랑 (2022) - 무안군 편 최우수상, 연말결선 인기상
- 미스터트롯3 (2024) - Top101

## 경력
- 으뜸전남 크리에이터 1기 (2020)
- 전라남도 무안군 홍보대사 (2022)

## 수상
- 전라남도 감사패 (2021)
- 한국가수협회 제56회 가수의날 공로대상 (2022)

## 참여
- 천둥번개 <풍년일거야> (2021) - 피처링/작사
- 천둥번개 <대박인생> (2021) - 피처링/작사
- 천둥번개 <그사람> (2021) - 피처링
- 천둥번개 <암시랑안해> (2021) - 피처링
- 솔찬해 <사투리가 솔찬해> (2022) - 작사